# رافائل بابایان (هنرمند تئاتری)
رافائل پطروسی بابایان (ارمنی: Ռաֆայել Պետրոսի Բաբայան؛ زاده ۱۱ اوت ۱۹۲۷ - درگذشته ۱۲ فوریهٔ ۱۹۹۸) طراح صحنه، نقاش و کارگردان پویانمایی اهل ارمنستان بود.

## زندگی‌نامه
وی در ۱۱ اوت ۱۹۲۷ در ایروان در به دنیا آمد و از مؤسسه سینمایی گراسیموف مسکو فارغ‌التحصیل گشت. وی در آرمن‌فیلم فعالیت می‌کرد. وی همچنین برنده جوایزی همچون نقاش شایسته ارمنستان شوروی و جایزه دولتی ارمنستان شوروی شد. وی در ۱۲ فوریهٔ ۱۹۹۸ در سن ۷۰ سالگی در ایروان درگذشت.